# Dolcelatte

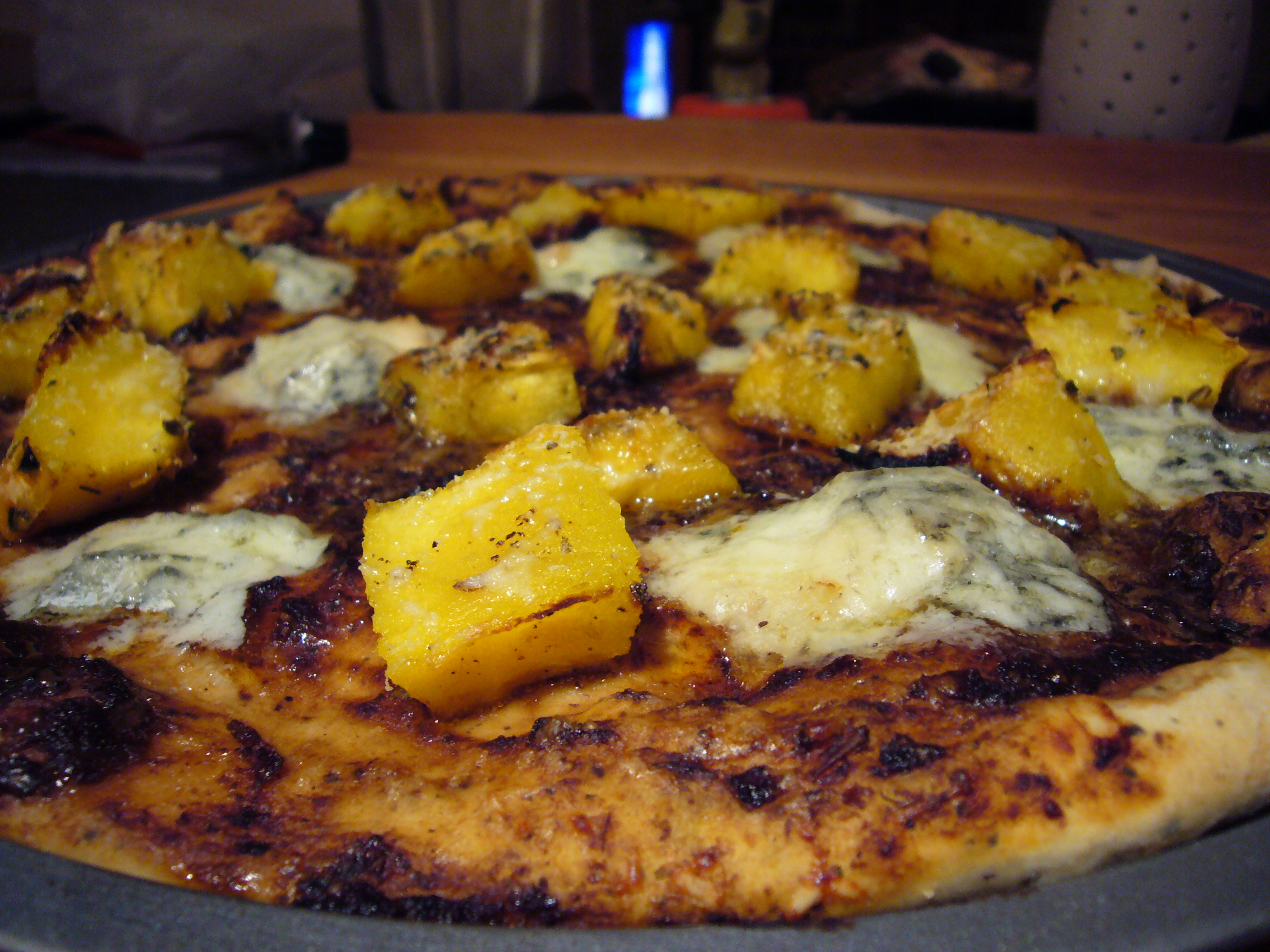
Mit geschmolzenem Dolcelatte belegte Pizza

Dolcelatte (ital. Süße Milch) ist ein italienischer Edelschimmelkäse.
Grundsätzlich handelt es sich dabei um einen Weichkäse, der fabrikmäßig wie Gorgonzola hergestellt wird, ohne die Anforderungen der geschützten Herkunftsbezeichnung zu erfüllen. Der Name des Käses ist allerdings eine geschützte Marke der Firma Galbani. Dolcelatte wird als vollfetter Käse mit 48 % Fett in der Trockenmasse aus pasteurisierter Kuhmilch unter Zugabe von Edelpilzkulturen produziert. Da er keine Reifephase hat, ist er rindenlos.
Unter demselben Namen wird auch Torta Crema (eine Nachbildung von Gorgonzola con Mascarpone) als geschichtete Spezialität hergestellt.
Dolcelatte wurde durch den italienischen Käsehersteller Galbani speziell für den britischen Markt als weichere Gorgonzola-Variante entwickelt.